# Otto Gellert
Otto Gellert (* 23. Juni 1929 in Hamburg; † 7. Oktober 2014) war ein deutscher Wirtschaftsprüfer, Steuer- und Unternehmensberater.

## Leben
Nach dem Abitur und dem Abschluss einer Bankenlehre studierte der als Sohn eines Technikers geborene Gellert Betriebswirtschaft und promovierte. 1960 machte er sich als Wirtschaftsprüfer selbstständig. In seinem ersten großen Mandat 1962 rettete er den Industriellen Willy Schlieker vor dem Konkurs und erreichte 1966 einen Zwangsvergleich. In den Folgejahren war er als Berater an mehr als 350 Akquisitionen, Verkäufen, Sanierungen und Abwicklungen beteiligt. So begleitete er unter anderem die Restrukturierungen der Pelikan AG und die des Logistikkonzerns Kühne + Nagel, war wirtschaftlicher Berater bei Auseinandersetzungen innerhalb der Familie Herz und vertrat die Bankiersfamilie Warburg. 1988 vermittelte er 42.000 Wohnungen des pleitegegangenen Wohnungsunternehmens Neue Heimat an die Hansestadt Hamburg.

## Öffentliche Ämter
1989 hatte Gellert im Zuge der Verhandlungen über die Fusion von Daimler-Benz und MBB, als vom damaligen Hamburger Bürgermeister Henning Voscherau eingesetzter Unterhändler, maßgeblichen Anteil am Erhalt der Airbus-Fertigung in Hamburg. Voscherau sagte später über dieses Engagement: „Ohne ihn wäre der Flugzeugbau in Hamburg heute zu.“ Zeit ihres Bestehens war er stellvertretender Verwaltungsratsvorsitzender der Treuhandanstalt. Ebenfalls stellvertretender Verwaltungsratsvorsitzender war er bis zur Einstellung der operativen Tätigkeit in der Nachfolgeorganisation der Treuhandanstalt, der Bundesanstalt für vereinigungsbedingte Sonderaufgaben.

## Auszeichnungen
Er war seit 1998 Träger des Großen Bundesverdienstkreuzes. 1999 verlieh ihm der Hamburger Senat für die Verdienste um die Hansestadt den Ehrentitel Professor.

## Sonstiges
Gellert war Eigentümer des Hulbe-Hauses.